# 마곡동
마곡동(麻谷洞)은 서울특별시 강서구에 있는 법정동이다. 행정업무는 가양1동, 방화동, 발산동, 공항동에서 나누어 관할한다. 삼을 많이 심었던 곳인 데서 마곡이라는 지명이 유래되었다.
마곡도시개발사업 추진에 따라 2014년 5월 15일에, 대로를 기준으로 해당 사업부지 및 인접지역에 속하게 되는 주변 법정동의 일부인 2,761필지, 긴등마을 재건축 정비사업 구역 219필지 및 기타 사업지구외 28필지를 마곡동으로 편입하였다.

마곡엠벨리 1단지부터 15단지까지의 주택단지가 조성되었으며 (총 17,080세대) 현재 LG사이언스파크, 롯데 R&D 센터와 같은 기업들이 입주하였다.
마곡동은 법정동으로 행정동인 가양1동 관할하에 있으며 상술했듯 마곡엠벨리 1단지부터 15단지까지의 17,000세대 이상의 아파트촌으로 이루어져 있는데, 최소 평형의 최소 진입가격이 12억 원에 달해 서울 서남권 대표 부촌으로 평가받고 있다.

## 교통
- ● 수도권 전철 5호선
  - 마곡역
  - 발산역

- ● 서울 지하철 9호선
  - 마곡나루역

- ● 인천국제공항철도
  - 마곡나루역

## 교육
- 서울공진초등학교
- 서울공항초등학교
- 서울가곡초등학교
- 서울송화초등학교
- 마곡중학교
- 마곡하늬중학교
- 서울항공비즈니스고등학교

## 기관
- 강서세무서: 서울특별시 강서구 마곡동에 있는 강서구의 세무 행정을 담당하는 지방 국세청.
- 강서구청: 서울특별시 강서구의 자치행정을 수행하는 행정기관 (이전 예정)

## 주요 시설
- LG사이언스파크 : 부지면적 170,000m, 건물 연면적 1,110,000m²규모로 국내 최대 규모의 융·복합 R&D센터.
- 롯데 R&D 센터 : 지하 3층, 지상 8층 건물에 연면적 8만2929m2 규모의 롯데중앙연구소.
- 마곡 VL르웨스트: 마곡 MICE 내 시니어레디던스, 810실, 2025년 10월 입주
- 코엑스 마곡 르웨스트

## 사진

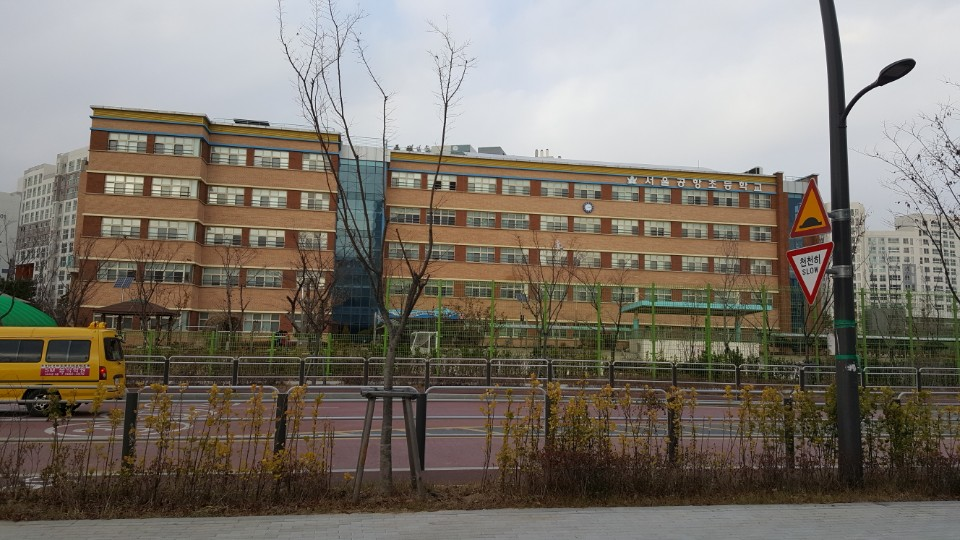
공항초등학교
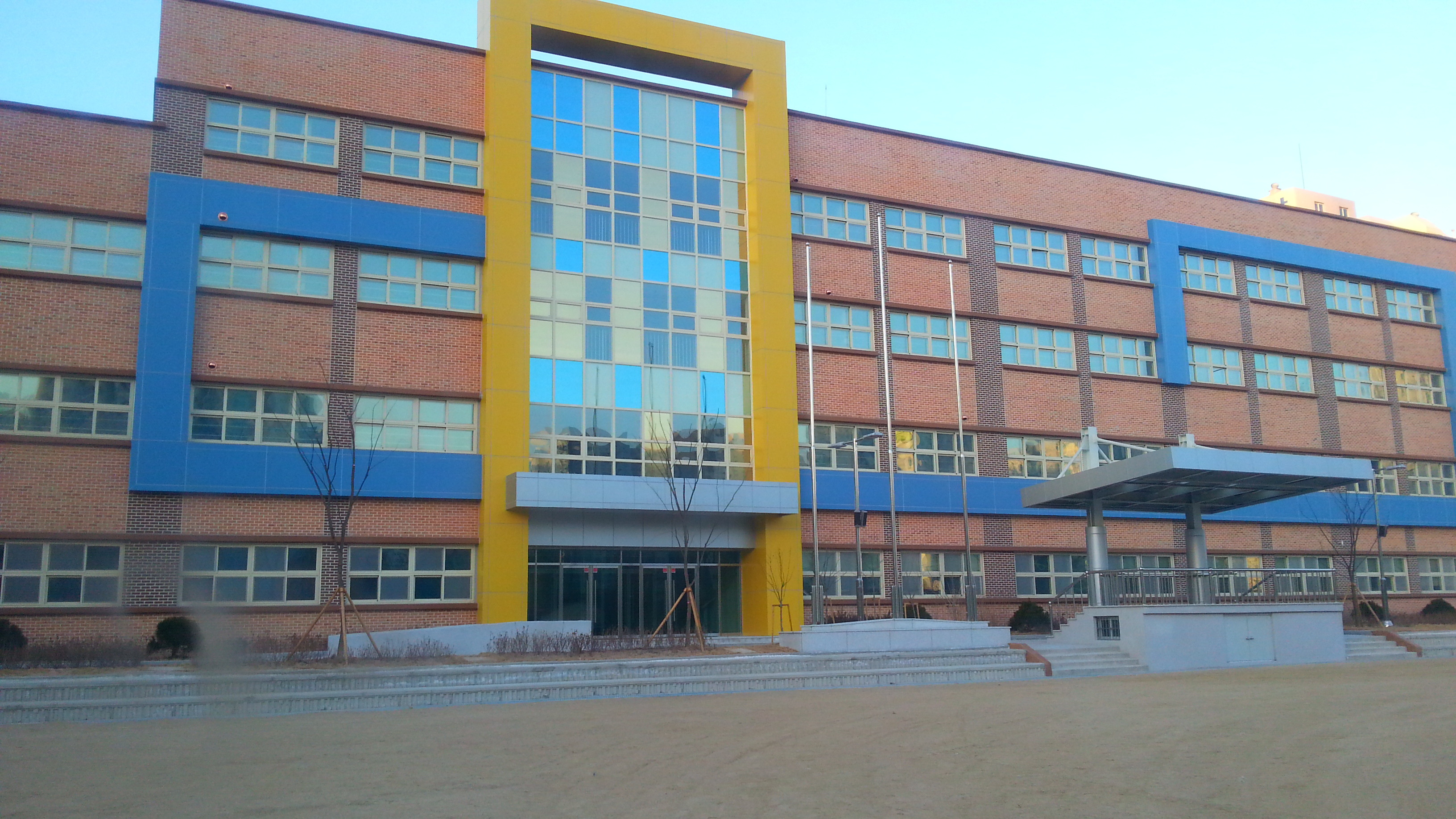
마곡중학교
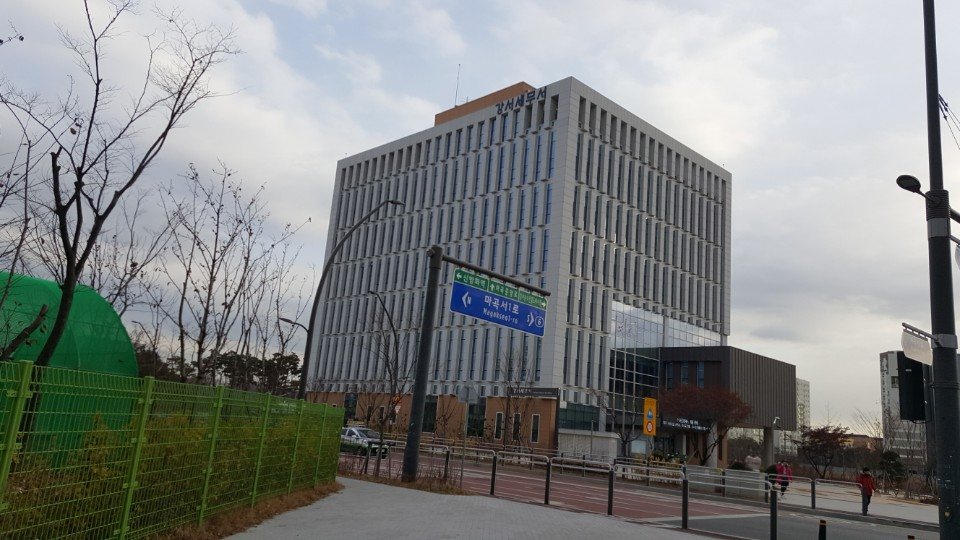
강서세무서(Gangseo-gu Tax office)
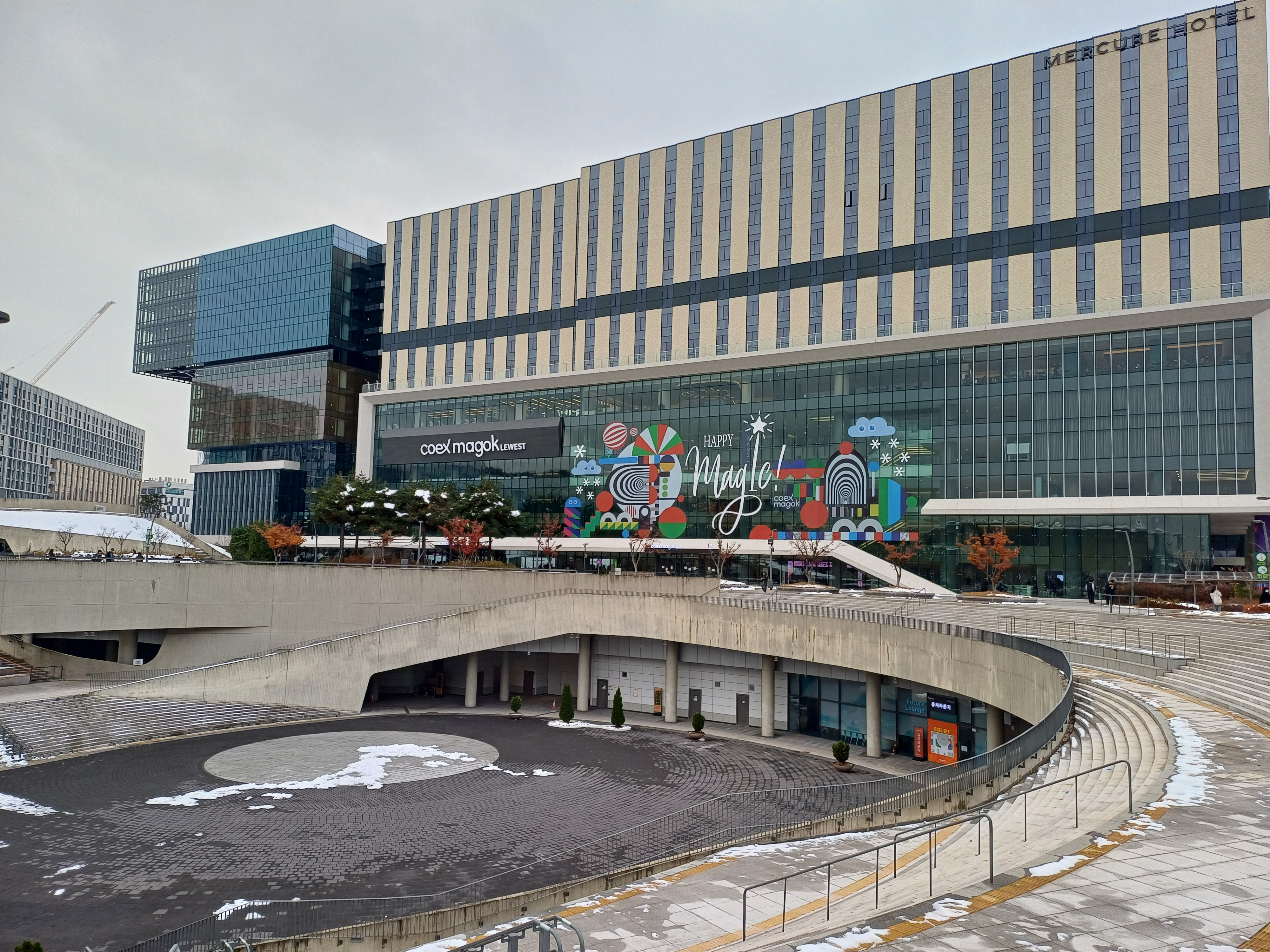
코엑스 마곡 르웨스트

## 같이 보기
- 대한민국의 행정 구역